# Джанет Шулц
Джанет Шулц (на английски: Janet Schultz) е американска фотожурналистка и писателка, авторка на произведения в жанра любовен роман. Пише под псевдонима Трейси Синклеър (на английски: Tracy Sinclair) и Ян Стюарт (Jan Stuart).

## Биография и творчество
Джанет Шулц е родена в САЩ.
Започва кариерата си и работи продължително като фотожурналист за национални списания и вестници. Пътувала е много в Северна Америка, както и в части от Карибите, Южна Америка и Европа.
В края на 70-те започна да пише любовни романи. Първият и роман „Paradise Island“ е публикуван през 1980 г. След него тя напуска работата си и се посвещава на писателската си кариера.
През 1994 г. романът ѝ „A Change of Place“ е екранизиран в едноименния филм с участието на Рик Спрингфийлд и Андреа Рот.

## Произведения

### Самостоятелни романи
- Paradise Island (1980)
- Holiday in Jamaica (1981)
- Never Give Your Heart (1982)
- Designed for Love (1982)
- Mixed Blessings (1982)
- Flight to Romance (1982)
- Castles in the Air (1983)
- Fair Exchange (1983)
- Stars in Her Eyes (1983)
- Winter of Love (1984)
- The Tangled Web (1984)
- Catch a Rising Star (1985)
- Harvest is Love (1985)
- Intrigue in Venice (1985)
- Pride's Folly (1985)
- A Love So Tender (1985)
- Dream Girl (1985)
- Under the Mistletoe (1986)
- Preview of Paradise (1986)
- Love Is Forever (1986)
- Forgive and Forget (1986)
- Mandrego (1987)
- No Room for Doubt (1987)
- Champagne for Breakfast (1988)
- More Precious Than Jewels (1988)
- Proof Positive (1988)
- Sky High (1989)
- King of Hearts (1989)
- Miss Robinson Crusoe (1989)
- Willing Partners (1990)
- Golden Adventure (1990)
- The Girl Most Likely to (1990)
- A Change of Place (1991)
- The Man She Married (1991)
- If the Truth Be Told (1992)
- Dreamboat of the Western World (1992)
- The Cat That Lived on Park Avenue (1992)
- Romance on the Menu (1993)
- Marry Me Kate (1994)
- The Best Is Yet to Be (1994)
- What She Did on Her Summer Vacation (1995)
- For Love of Her Child (1996)
- The Princess Gets Engaged (1997)
- Please Take Care of Willie (1997)
- Lucky in Love (1998)
- The Seductive Sheik (1998)
- The Bachelor King (1999)
- An Eligible Stranger (2000)
- Pretend Engagement (2001)
- An American Princess (2002)

### Серия „Малките помощници на Купидон“ (Cupid's Little Helpers)
1. Thank Heaven for Little Girls (1996)
2. Mandy Meets a Millionaire (1996)

### Участие в общи серии с други писатели

#### Серия „Предречено от звездите“ (Written in the Stars)
21. Anything But Marriage (1992)
от серията има още 22 романа от различни автори

#### Серия „Тази специална жена!“ (That Special Woman!)
- Grand Prize Winner! (1993)
- The Sultan's Wives (1995)

от серията има още 26 романа от различни автори

#### Серия „Американски герои: Срещу всички предизвикателства“ (American Heroes: Against All Odds)
39. Does Anybody Know Who Allison Is? (1995)
от серията има още 49 романа от различни автори

### Сборници
- „Коледна целувка“ в Коледна магия`92, Silhouette Christmas Stories 1986 (1986) – с Деби Макомбър, Нора Робъртс и Мора Сийгър
- The Princess Gets Engaged / Beauty and the Groom (1998) – с Лорейн Карол
- The Millionaire Affair (2004) – с Даяна Палмър

### Филмография
- 1994 A Change of Place – ТВ филм